# Talorchestia fritzi
Talorchestia fritzi is een vlokreeftensoort uit de familie van de Talitridae. De wetenschappelijke naam van de soort is voor het eerst geldig gepubliceerd in 1903 door Stebbing.